# 1739 год в науке
В 1739 году произошли различные научные и технологические события, некоторые из которых представлены ниже.

## События
- 1 января — Жан-Батист Шарль Буве де Лозье открыл остров Буве.
- Леонард Эйлер вывел условия интегрируемости линейных дифференциальных форм от двух или трёх переменных[1].
- Основана Шведская королевская академия наук.

## Награды
- Медаль Копли:
  - Стивен Гейлс, английский физиолог, химик и изобретатель, член Королевского общества, первым осуществивший количественные эксперименты в области физиологии животных и растений.

## Родились
- Пьер Самюэль Дюпон де Немур — французский экономист и политический деятель, представитель школы физиократов.

## Скончались
- 28 августа — Андреас Хойер (р. 1690), датский историк и юрист.
- 30 октября — Леонтий Филиппович Магницкий, русский математик, педагог.